# Miles Davis at Fillmore: Live at the Fillmore East
Miles Davis At Fillmore: Live at the Fillmore East è un doppio album live di Miles Davis registrato dal 17 al 20 giugno 1970, durante quattro serate al Fillmore East di New York di Bill Graham e pubblicato nel 1970. Il doppio album Miles Davis At Fillmore, uno dei pochi di questa serie ad essere pubblicato immediatamente dopo la sua registrazione, è stato "montato" da Teo Macero e Miles Davis come gli album in studio dello stesso periodo, ognuna delle quattro facciate contiene solo momenti scelti di ognuna delle quattro serate documentate. In un caso (**) l'editing si spinge alla ripetizione di una breve frase musicale. Registrazioni complete delle singole serate circolano fra i collezionisti e sono state pubblicate come bootleg.
L'album raggiunse la prima posizione nella classifica Jazz Albums statunitense.

## Tracce

### Pubblicazione in Vinile 1970
Registrazione 1
1. Wednesday Miles (17 giugno 1970) – 24:14
2. Thursday Miles (18 giugno 1970) – 26:55

Registrazione 2
1. Friday Miles (19 giugno 1970) – 27:57
2. Saturday Miles (20 giugno 1970) – 22:20

### Pubblicazione in CD 1997
Disco Uno (50:53) 

Wednesday Miles 
1. Directions (2:29)
2. Bitches Brew (0:53)
3. The Mask (1:35)
4. It's About That Time (8:12)
5. Bitches Brew/The Theme (10:55)

Thursday Miles 

6. Directions (9:01)
7. The Mask (9:50)
8. It's About That Time (11:22)
Disco Due (50:13) 

Friday Miles 
1. It's About That Time (9:01)
2. I Fall in Love Too Easily (2:00)
3. Sanctuary (3:44)
4. Bitches Brew/The Theme (13:09)

Saturday Miles

5. It's About That Time (3:43)
6. I Fall in Love Too Easily (0:54)
7. Sanctuary (2:49)
8. Bitches Brew (6:57)
9. Willie Nelson/The Theme (7:57)

## Formazione
- Miles Davis - tromba
- Steve Grossman - sax soprano, sax tenore
- Chick Corea - Fender Rhodes piano elettrico
- Keith Jarrett - organ Fender
- Dave Holland - basso acustico, basso elettrico
- Jack DeJohnette - batteria
- Airto Moreira  - percussioni, cuíca